# نیوایچا
نیوایچا (به اسپانیایی: Ñawicha) یک کوه در پرو است که در Peru, Arequipa Region, Condesuyos Province واقع شده‌است. نیوایچا ۴٬۵۵۸٫۳ متر بالاتر از سطح دریا واقع شده‌است.